# 瑶湍蛙
瑶湍蛙（学名：Amolops daorum），一种分布于越南、老挝和中国云南省等地区的两栖动物，隶属于蛙科湍蛙属。

## 形态特征
瑶湍蛙雄蛙体长32～38毫米，雌蛙体长53～58毫米。身体背部皮肤光滑，呈绿色，偶有黑色斑点；背侧褶金色；体侧棕色和绿色，具有明显的白斑；四肢的背面夹杂着棕色和黄色，并带有不明显的深棕色横纹；腹部乳白色。